# Acacia umbellata
Acacia umbellata é uma espécie de leguminosa do gênero Acacia, pertencente à família Fabaceae.